# Wii Play
Wii Play (はじめてのWii, Hajimete no Wii, littéralement « La première fois avec Wii ») est un jeu vidéo composé de plusieurs mini-jeux, édité et développé par Nintendo, sorti le 2 décembre 2006 au Japon, le 8 décembre 2006 en Europe, le 12 février 2007 aux États-Unis, le 26 avril 2008 en Corée du Sud et le 12 juillet 2008 en Chine.
Il se situe dans la suite de Wii Sports et Wii Music.
Une suite est sortie en 2011 sous le nom de Wii Play: Motion.
Le jeu est vendu avec une Wiimote au prix de 49,99 €, en sachant qu'une Wiimote est vendue seule à 39,99 € dans l'UE (89,90 CHF en Suisse).

## Les mini-jeux
Wii Play se compose de 9 mini-jeux différents :
- Champ de Tir

Dans un jeu s'inspirant fortement du jeu NES Duck Hunt et son pistolet, le joueur doit viser avec la wiimote différentes cibles telles que des ballons, des canettes, des ovnis et même les célèbres canards de Duck Hunt. En mode 1 joueur, il faut obtenir plus de 600 points pour décrocher la médaille de platine. Un joueur a aussi la possibilité de jouer avec 2 Wiimotes (1 dans chaque main). Pour augmenter votre score, il est conseillé de ne pas mitrailler l'écran mais de bien viser ; plusieurs tirs réussis d'affilée rapporteront beaucoup plus de points. En mode 2 joueurs, l'objectif est de toucher le plus de cibles. Le joueur qui a le plus grand score a gagné.
- Trouvez le Mii

Comme son nom l'indique, il s'agit là de trouver les Mii. Trouver des paires de sosies, un Mii en particulier, le Mii le plus rapide, les Mii endormis, les Mii étranges (traduction : les intrus (orientations différentes des regards et différences de pas)), etc. À partir du niveau 60, il est possible d'obtenir une médaille d'or, et il faut atteindre le 80e niveau pour décrocher la médaille de platine (tous les 20 niveaux, une médaille attend le joueur).
- Tennis de Table

En mode solo, il faut renvoyer la balle 100 fois pour décrocher la médaille d'or et 200 fois pour la médaille de platine.
En mode multijoueur, le jeu consiste à battre votre adversaire dans un set de 11 points.
- Jeu de poses

Armé d'un Mii, il faut sélectionner sa position pour les emboîter dans des bulles. Au fur et à mesure du temps, les bulles descendent plus vite, tournent, et changent de forme plus souvent ce qui complique nettement la tâche. Obtenir 1200 points est nécessaire pour obtenir la médaille de platine.
- Hockey

Ceci est du air Hockey. Avec la palette, il faut envoyer la balle dans le but adverse et marquer 14 buts et gagner le match pour décrocher la médaille de platine.
En mode solo, il faut marquer un maximum de buts en 120 secondes de jeu.
En mode deux joueurs, vous affronterez votre adversaire. Le palet est au départ plat : il est possible de jouer avec un palet rond en appuyant simultanément sur les touches A et B de la Wiimote pendant le décompte qui précède le début de la partie.
- Billard

Il s'agit d'un jeu de billard américain, selon les règles du jeu de la 9.
Il faut ici vider le billard en touchant systématiquement la plus petite boule en premier et en faisant le moins de coups possible (plus on fait de coups, plus le score est petit). 60 points sont nécessaires pour la médaille de platine.
- Pêche

Dans ce jeu de pêche, il faut pêcher. Vous pouvez avancer ou reculer la Wiimote pour avancer ou reculer dans la mare. Pour remonter un poisson, il faut remonter la Wiimote. Pendant des périodes de quelques secondes, un poisson bonus est désigné : si vous réussissez à le pêcher, vous obtiendrez le double de points. Chaque poisson met plus ou moins de temps à mordre l'hameçon. Pêcher une friture (poisson gris/marron) retire 50 points. Pour la médaille de platine il faudra sortir de l'eau un minimum de 2600 points.
- Chargez !

Dans ce jeu, le Mii est sur le dos d'une vache et doit rejoindre le plus vite possible la ligne d'arrivée, en percutant des épouvantails pour gagner des points.
En mode solo, il faut marquer un maximum de points en détruisant les épouvantails et en passant la ligne d'arrivée avant la fin du chronomètre (tous les points sont retirés si le joueur ne passe pas la ligne d'arrivée dans le temps imparti). Les secondes restantes seront converties en points.
Il faut faire 300 points pour avoir la médaille d'or et 325 points pour avoir la médaille de platine.
- Chars

Le but du jeu de Chars est de détruire le(s) char(s) adverse(s). La médaille d'or est au 20e niveau où les chars sont invisibles. Le jeu comporte 100 niveaux, et la médaille de platine est accessible après la mission 30. En mode 2 joueurs, l'objectif est de détruire plus de chars que le joueur adverse. Si un joueur perd son char, l'autre continue et s'il finit le niveau, la partie continue et les 2 joueurs ont chacun droit à un char. La partie s'arrête quand les 2 joueurs perdent leurs chars dans un même niveau.